# Quimbimbi
Quimbimbi (Kimbimbi) é uma localidade do Quênia situada na antiga província Central, no condado de Quiriniaga. De acordo com o censo de 2019, havia 6 826 habitantes.